# فرانكلين سكوير (نيويورك)
فرانكلين سكوير (بالإنجليزية: Franklin Square)‏ هي قرية غير مضمنة في ولاية نيويورك الأمريكية.
يبلغ عدد سكانها حسب تعداد سنة 2000: 29,342 نسمة. ويبلغ عددهم حسب تقدير 2007 حوالي:29,500 نسمة.

## التركيبة السكانية
حدّد مكتب تعداد الولايات المتحدة بيانات التركيبة السكانية لفرانكلين سكوير في تعداد الولايات المتحدة. في ما يلي، التركيبة السكانية حسب تعدادي 2000 و2010.

### تعداد عام 2000
بلغ عدد سكان فرانكلين سكوير 29,342 نسمة بحسب تعداد عام 2000، وبلغ عدد الأسر 10,187 أسرة وعدد العائلات 7,837 عائلة مقيمة في المنطقة السكنية. في حين سجلت الكثافة السكانية 3,912.3 نسمة لكل كيلومتر مربع (10,132.8/ميل2). وبلغ عدد الوحدات السكنية 10,364 وحدة بمتوسط كثافة قدره 1,381.9 لكل كيلومتر مربع (3,579.1/ميل2).
وتوزع التركيب العرقي للمنطقة السكنية بنسبة 91.97% من البيض و0.99% من الأمريكيين الأفارقة و0.11% من الأمريكيين الأصليين و3.79% من الأمريكيين ذوي الأصول الآسيوية و0.01% من سكان جزر المحيط الهادئ و1.75% من الأعراق الأخرى و1.38% من عرقين مختلطين أو أكثر و6.89% من الهسبانيون أو اللاتينيون من أي عرق.
بلغ عدد الأسر 10,187 أسرة كانت نسبة 34.5% منها لديها أطفال تحت سن الثامنة عشر تعيش معهم، وبلغت نسبة الأزواج القاطنين مع بعضهم البعض 62.9% من أصل المجموع الكلي للأسر، ونسبة 10.4% من الأسر كان لديها معيلات من الإناث دون وجود شريك، بينما كانت نسبة 3.6% من الأسر لديها معيلون من الذكور دون وجود شريكة وكانت نسبة 23.1% من غير العائلات. تألفت نسبة 19.9% من أصل جميع الأسر من عدة أفراد يعيشون في نفس المنزل ونسبة 11.3% كانت تتألف من شخص يعيش بمفرده يبلغ من العمر 65 عاماً أو أكثر. وبلغ متوسط حجم الأسرة المعيشية 2.87، أما متوسط حجم العائلات فبلغ 3.30.
بلغ العمر الوسطي للسكان 39.4 عاماً. وكانت نسبة 22% من القاطنين تحت سن الثامنة عشر، وكانت نسبة 7.1% بين الثامنة عشر والرابعة والعشرين عاماً، ونسبة 29.6% كانت واقعةً في الفئة العمرية ما بين الخامسة والعشرين والرابعة والأربعين عاماً، ونسبة 22.7% كانت ما بين الخامسة والأربعين والرابعة والستين، ونسبة 18.2% كانت ضمن فئة الخامسة والستين عاماً فما فوق. يوجد لكل 100 أنثى 90.2 ذكر، ويوجد لكل 100 أنثى في الثامنة عشر من عمرها فما فوق 86.8 ذكر.
بلغ متوسط دخل الأسرة في المنطقة السكنية 60,998 دولارًا، أما متوسط دخل العائلة فبلغ 69,420 دولارًا. وكان متوسط دخل الذكور 50,805 دولارًا مقابل 35,207 دولارًا للإناث. وسجل دخل الفرد الخاص بالمنطقة السكنية 24,149 دولارًا. وكانت نسبة 3.7% من العائلات ونسبة 5% من السكان تحت خط الفقر، وكان من هؤلاء نسبة 4.8% تحت سن الثامنة عشر ونسبة 7.7% في الخامسة والستين من العمر وما فوق.

### تعداد عام 2010
بلغ عدد سكان فرانكلين سكوير 29,320 نسمة بحسب تعداد عام 2010، وبلغ عدد الأسر 9,941 أسرة وعدد العائلات 7,569 عائلة مقيمة في المنطقة السكنية. في حين سجلت الكثافة السكانية 3,909.3 نسمة لكل كيلومتر مربع (10,125.0/ميل2). وبلغ عدد الوحدات السكنية 10,313 وحدة بمتوسط كثافة قدره 1,375.1 لكل كيلومتر مربع (3,561.5/ميل2).
وتوزع التركيب العرقي للمنطقة السكنية بنسبة 83.30% من البيض و3.19% من الأمريكيين الأفارقة و0.27% من الأمريكيين الأصليين و7.21% من الأمريكيين ذوي الأصول الآسيوية و0.01% من سكان جزر المحيط الهادئ و4.01% من الأعراق الأخرى و2.01% من عرقين مختلطين أو أكثر و13.25% من الهسبانيون أو اللاتينيون من أي عرق.
بلغ عدد الأسر 9,941 أسرة كانت نسبة 34.7% منها لديها أطفال تحت سن الثامنة عشر تعيش معهم، وبلغت نسبة الأزواج القاطنين مع بعضهم البعض 59.9% من أصل المجموع الكلي للأسر، ونسبة 12.1% من الأسر كان لديها معيلات من الإناث دون وجود شريك، بينما كانت نسبة 4.2% من الأسر لديها معيلون من الذكور دون وجود شريكة وكانت نسبة 23.9% من غير العائلات. تألفت نسبة 20.2% من أصل جميع الأسر من عدة أفراد يعيشون في نفس المنزل ونسبة 11.6% كانت تتألف من شخص يعيش بمفرده يبلغ من العمر 65 عاماً أو أكثر. وبلغ متوسط حجم الأسرة المعيشية 2.92، أما متوسط حجم العائلات فبلغ 3.38.
بلغ العمر الوسطي للسكان 42.4 عاماً. وكانت نسبة 21.2% من القاطنين تحت سن الثامنة عشر، وكانت نسبة 8.1% بين الثامنة عشر والرابعة والعشرين عاماً، ونسبة 24.6% كانت واقعةً في الفئة العمرية ما بين الخامسة والعشرين والرابعة والأربعين عاماً، ونسبة 28.7% كانت ما بين الخامسة والأربعين والرابعة والستين، ونسبة 17.4% كانت ضمن فئة الخامسة والستين عاماً فما فوق. وتوزع التركيب الجنسي للسكان بنسبة 47.7% ذكور و52.3% إناث.

## أعلام
- أل فايس